# Folkert Posthuma

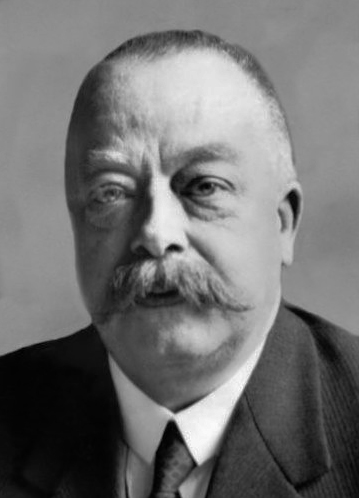
Folkert Posthuma (1930)

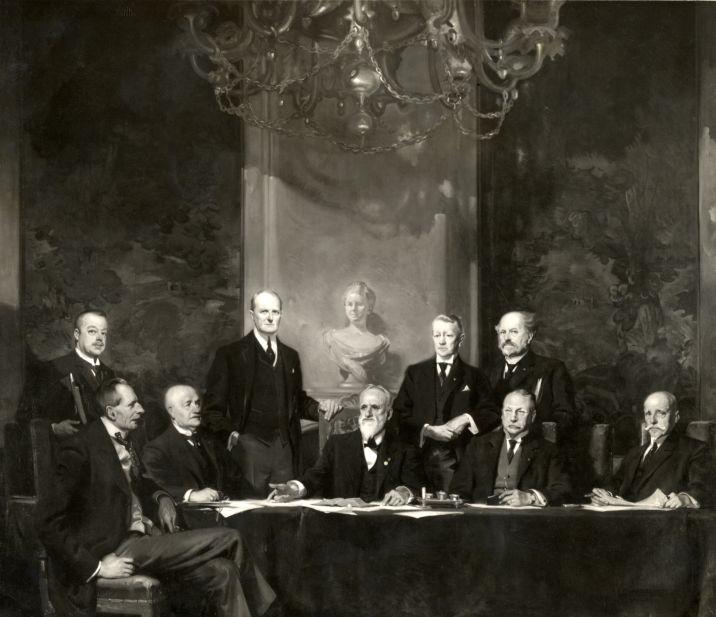
Das Kabinett Cort van der Linden – Posthuma steht hinten links

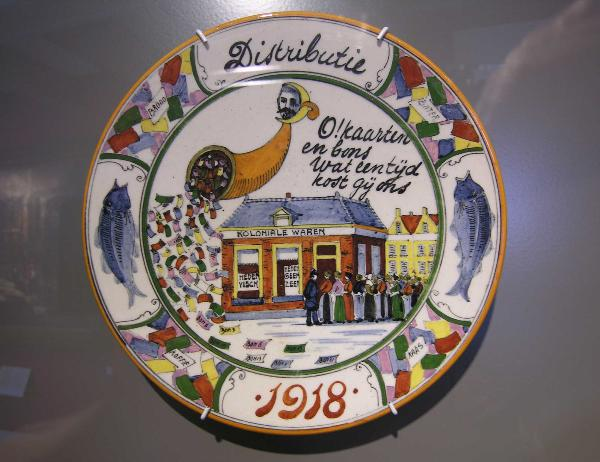
Teller zur Erinnerung an den Aardappeloproer im Jahre 1917, auf dem Posthuma verspottet wird

Folkert Evert Posthuma (* 28. Mai 1874 in Leeuwarden; † 3. Juni 1943 in Vorden) war ein niederländischer Politiker und Verbandsfunktionär. Während der Besetzung der Niederlande durch die Deutschen wurde er von einem Widerstandskämpfer in seinem Haus ermordet.

## Biographie

### Ausbildung und Tätigkeiten
Folkert Posthuma war der Sohn von Evert Posthuma, Direktor des Fuhrunternehmens Van Gend & Loos, und von Janna Johanna Sterkenburg. Von 1890 bis 1893 besuchte er die Landwirtschaftsschule in Wageningen und machte 1896 einen weiteren Abschluss als Lehrer. Anschließend studierte er einige Semester am Landwirtschaftlichen Institut der Universität Halle. 1898 wurde er Sekretär der Vereinigung der genossenschaftlichen Molkereien in Friesland (Bond van Coöperatieve Zuivelfabrieken), im Jahr darauf Milchberater in Drenthe. 1899 war er Mitbegründer des Federatieve Nederlandsche Zuivelbond (FNZ) und wurde dessen ehrenamtlicher Geschäftsführer. Von 1904 bis 1905 war er auch als staatlicher Milchberater in Nordbrabant tätig. Sein beruflicher Aufstieg erlaubte es ihm, zu heiraten; er und seine Ehefrau Aaltje van den Steen bekamen zwei Töchter. 1905 zog Posthuma von Assen nach Den Haag, um die FNZ nun als bezahlter Geschäftsführer zu leiten. „Er erwies sich als hervorragender Verfechter der Interessen der Milchviehhalter und erwies sich bei den Treffen der landwirtschaftlichen Organisationen als überzeugender Redner.“
Im November 1914 wurde der „streitbare Friese“ Posthuma Minister für Landwirtschaft, Industrie und Handel im Kabinett Cort van der Linden. Zu dieser Zeit war er Mitglied der Liberale Unie. Als Landwirtschaftsminister war er für die notwendige, aber undankbare „Herkulesaufgabe“ der Verteilung und Rationierung von Lebensmitteln zuständig, wodurch er sich den Zorn der Bevölkerung zuzog und Ziel von Spottliedern und Karikaturen wurde. Einen ersten „Aufruhr“ gab es bei seinem Amtsantritt, als er die Verordnung erließ, nur noch braunes anstelle des weißen Brotes zu produzieren, woraufhin Säcke mit Beschwerdebriefen im Ministerium eintrafen. Im Juni/Juli 1917 kam es zum „Aardappeloproer“ („Kartoffelaufstand“), bei dem die Amsterdamer gegen die Rationierung von Kartoffeln protestierten. Dabei kamen neun Menschen ums Leben und über 100 wurden verletzt, als Soldaten das Feuer auf eine Menge eröffneten.
Auch geriet Posthuma öfter in Handelsfragen mit seinem Minister-Kollegen Willem Treub aneinander, der probritisch war und den Handel mit Deutschland einschränken, während Posthuma prodeutsch war und den Agrarhandel mit den Deutschen nicht behindern wollte. Trotz dieser steten Auseinandersetzungen in der Sache würdigte Treub Posthuma 1931 in seinen Erinnerungen als „integer“. Im September 1918 trat Posthuma als Minister zurück, nachdem das Parlament eine Gesetzesänderung verabschiedet hatte, die er für „inakzeptabel“ hielt. Im selben Jahr bekam er von seiner ehemaligen Schule in Wageningen die Ehrendoktorwürde verliehen, nachdem diese den Status einer Hochschule erhalten hatte.
Nach seinem Ausscheiden als Minister wurde Posthuma Präsident der genossenschaftlichen Versicherung Centraal Beheer und blieb dies bis zu seiner Pensionierung im Jahre 1939. Zudem hatte er zahlreiche Funktionen in verschiedenen landwirtschaftlichen Verbänden inne, zeitweilig waren es 24 Ämter gleichzeitig.  Sein Ehrgeiz war damit jedoch nicht befriedigt. Mutmaßlich auch aus Frustration über seine eigene, für ihn unbefriedigende berufliche Situation kritisierte er die Politik der Regierung immer schärfer und wandte sich, obwohl ursprünglich liberal gesinnt, zunehmend dem Nationalsozialismus zu. Er trat aber der nationalsozialistischen Bewegung der Niederlande NSB nicht bei, weil er als Mennonit einigen Punkten in deren Parteiprogramm kritisch gegenüberstand.
Als ihn der Vorsitzende der NSB, Anton Mussert, 1943 in sein Schattenkabinett berief, sagte Posthuma zu, auch weil sich nach Jahren endlich seine Hoffnung auf ein einflussreiches Amt zu erfüllen schien. Mussert hegte zu diesem Zeitpunkt die (vergebliche) Erwartung, die Macht in den Niederlanden von Reichskommissar Arthur Seyß-Inquart zu übernehmen. Posthuma managte schon seit Beginn der Besatzung im Jahre 1940 Landwirtschaftsfragen in verschiedenen Kommissionen, wobei er sich bemühte, den Einfluss der Deutschen möglichst klein zu halten. Er verhinderte, dass die deutschen Behörden die Bibliothek der Hochschule in Wageningen leerräumten. Gegenüber Musserts Konkurrenten und Gouverneur der niederländischen Nationalbank Rost van Tonningen vertrat er die Interessen des Versicherungsvereins Brandwaarborg Onderlingen (Versicherungsverein auf Gegenseitigkeit). Van Tonningen wollte die Versicherung zentralisieren und die Gelder einer deutschen Gesellschaft übertragen. Wenige Tage vor seiner Ermordung versandte Posthuma ein warnendes Schreiben an alle Betroffenen. Andererseits versuchte er, wenn auch vergeblich, die niederländischen Landwirtschaftsverbände zum Übertritt in die Boerenfront der NSB zu bewegen.

### Der Mord
Folkert Posthuma bewohnte in Vorden eine Hälfte der Villa De Viersprong, die er als Ferienhaus nutzte. Mehrfach war ihm geraten worden, sich von Leibwächtern schützen zu lassen, was er ablehnte. Am Abend des 3. Juni 1943 saß er mit seiner Frau im Wintergarten der Villa. Jan Verleun, Mitglied der kommunistischen Widerstandsgruppe CS-6, kam mit dem Fahrrad und zerschnitt zunächst die zum Haus führende Telefonleitung. Dann schlich er in die Villa, wo er Posthuma gegenüberstand und diesen in die Brust schoss. Als sich Posthuma umdrehte, um an sein Telefon zu gelangen, drückte Verleun ein zweites Mal ab; dieser zweite Schuss in den Rücken war tödlich. Der Schütze floh mit dem Fahrrad und warf die Schusswaffe unterwegs weg.
Nach dem Attentat durchforsteten hunderte Polizeibeamte zwei Tage lang die Bauernhöfe in der Umgebung. Die auf diesen Höfen untergetauchten Menschen konnten rechtzeitig entkommen. Mussert schickte ebenfalls seine Leibwächter nach Vorden, aber auch deren Suche blieb erfolglos.
Da der ermordete Posthuma weder Deutscher war noch aus der Sicht der Deutschen einen hohen Posten innehatte, wurden die Nachforschungen durch die Behörden bald eingestellt, auch kam es nicht zu Repressalien. Es blieb unklar, warum ausgerechnet der „grenzenlos naive“ Posthuma auf die Todesliste des Widerstands geraten war, wenngleich es dem erklärten Ziel der CS-6 entsprach, prominente Niederländer, die mit den Deutschen zusammenarbeiteten, zu liquidieren. Die Untergrundzeitung Het Parool schrieb: „Dieser Erzschurke, der seinen Treueschwur auf die Königin für ein dickes Gehalt aufkündigte, hat seinen Lohn bekommen. Mögen andere sein Los alsbald teilen!“
NSB-Führer Anton Mussert ließ einen Kranz an die Witwe senden, was diese jedoch nicht schätzte. Auch ließ sie den Sarg bei der Beerdigung auf dem Friedhof von Ruurlo nicht von NSB-Mitgliedern tragen, sondern von Nachbarn. Kurze Zeit später zog Aaltje Posthuma in ihren Erstwohnsitz in Den Haag zurück, in der Villa in Vorden wurden SS-Männer untergebracht.
Die Mehrzahl der Mitglieder der Gruppe CS-6 wurden im Laufe des Jahres 1943 verhaftet und hingerichtet. Jan Verleun, der auch am tödlichen Attentat auf Generalleutnant Hendrik Seyffardt beteiligt gewesen war, wurde am 4. November 1943 verhaftet und gefoltert. Am 7. Januar 1945 wurde er auf der Waalsdorpervlakte hingerichtet.

## Publikationen
- De F.N.Z. van 20 October 1900 tot 1 Mei 1909. 's-Gravenhage 1909.
- Mit Gerhard Polak: Nieuw-Nederlandsche handelsmoraal. Amsterdam 1917.
- De Nijverheidsraad : rede, uitgesproken door den voorzitter van de Nijverheidsraad, F.E. Posthuma bij gelegenheid der honderdste vergadering van dien Raad op 24 September 1925 te 's-Gravenhage. 1925.
- Food Supply and Agriculture. 1925 (englisch).
- De Organisatie van den melkveehoudenden boer en de fabriekmatige zuivelbereiding. 's-Gravenhage 1941.
- Reichskommissar für die besetzten niederländischen Gebiete (Hrsg.): Die Niederlande ernähren sich selbst. Den Haag 1941.